# Paralastor oloris
Paralastor oloris är en stekelart som beskrevs av Perkins 1914. Paralastor oloris ingår i släktet Paralastor och familjen Eumenidae. Inga underarter finns listade i Catalogue of Life.